# Baby Blues (serie animata)
Baby Blues è una sitcom animata statunitense del 2000, basata sull'omonima striscia a fumetti creata da Rick Kirkman e Jerry Scott.
L'adattamento animato differisce dal fumetto; infatti è ambientato quando Zoe era ancora una bambina, nonostante fosse la sorella maggiore di Hammie nella striscia. Inoltre, si concentra sul rapporto di Darryl e Wanda con i personaggi secondari della serie che includono i Bitterman, una famiglia disfunzionale con tre figli; Bizzy, la babysitter di Zoe, e Kenny, l'amico intimo e collaboratore di Darryl.
Nel settembre 2000, la Warner Bros. ha annunciato che sarebbe stata prodotta una seconda stagione per la serie. Nonostante siano stati prodotti tutti e 13 gli episodi, la seconda stagione non è stata mai trasmessa. La serie è stata cancellata come conseguenza della "sconfitta di The WB come pratica contabile", di conseguenza Kirkman ha dichiarato che la stagione "probabilmente non vedrà mai la luce del giorno".
La serie è stata trasmessa per la prima volta negli Stati Uniti su The WB dal 28 luglio al 24 agosto 2000 e su Adult Swim dal 20 gennaio al 10 marzo 2002, per un totale di 13 episodi ripartiti su una stagione. In Italia è stata trasmessa.

## Episodi
| Stagione       | Episodi | Prima TV USA | Prima TV Italia |
| -------------- | ------- | ------------ | --------------- |
| Prima stagione | 13      | 2000-2002    | ?               |

## Personaggi e doppiati
- Darryl MacPherson, doppiato da Mike O'Malley.
- Wanda MacPherson, doppiata da Julia Sweeney.
- Zoe MacPherson, doppiata da E. G. Daily.
- Melinda Bitterman, doppiata da Arabella Field.
- Carl Bitterman, doppiato da Joel Murray.
- Rodney Bitterman, doppiata da Kath Soucie.
- Megan Bitterman, doppiata da Kath Soucie.
- Shelby Bitterman.
- Bizzy Carey, doppiata da Nicole Sullivan.
- Kenny, doppiato da Diedrich Bader.
- Charlie, doppiato da Phil LaMarr.

## Distribuzione

### Trasmissione internazionale
- 28 luglio 2000 negli Stati Uniti d'America su The WB;[5]
- 20 gennaio 2002 negli Stati Uniti d'America su Adult Swim;[5]
- 8 settembre 2002 in Canada su Teletoon;[6]
- in Svezia su SVT2;